# The Unknown Known
The Unknown Known è un documentario del 2013 diretto da Errol Morris.